# Magnolia dawsoniana
Espèce
Statut de conservation UICN

 EN B2ab(iii) : En danger
Magnolia dawsoniana est une espèce de plantes à fleurs de la famille des Magnoliacées. C'est un arbre endémique de Chine.

## Description
C'est un arbre.

## Répartition et habitat
Cette espèce est endémique de Chine où elle est présente dans les provinces de Hunan et du Sichuan.